# Fahltaube
Die Fahltaube (Leptotila pallida) ist eine Art der Taubenvögel. Sie kommt ausschließlich im Norden Südamerikas vor. Sie gilt als in ihrem Bestand ungefährdet (least concern).

## Erscheinungsbild
Die Fahltaube erreicht eine Körperlänge zwischen 23 und 26 Zentimeter.
Die Männchen haben einen grauweißen Vorderkopf, der Scheitel ist hellgrau. Der Nacken und der Hinterhals sind grau mit einer weinrötlichen Tönung. Der Mantel ist rötlich grau und schimmert irisierend. Die Flügeldecken, die Schwingen, der Rücken, der Bürzel und die Oberschwanzdecken sind rotbraun bis kastanienbraun. Die kleinen Flügeldecken sind rötlich überwaschen.
Das Kinn und die Kehle sind weiß und gehen in ein blasses Weißrosa an den Halsseiten und auf der Brust über. Der Bauch und die Unterschwanzdecken sind weiß. Die Unterschwanzdecken sind schwärzlich mit breiten weißen Spitzen. Die Iris ist strohgelb. Die unbefiederte Haut rund um die Augen sind karminrot. Der Schnabel ist schwarz. Die Füße und Beine sind korallenrot.
Die Weibchen sind insgesamt etwas matter gefärbt. Die Jungvögel sind dagegen dunkler. Die Federn der Flügeldecken weisen bei ihnen noch isabellfarbene Säume auf. Die Füße und Beine sind bei ihnen noch mattrot.

## Stimme
Der Ruf der Fahltaube ist ein kurzes, auf den Menschen melancholisch wirkendes huuu..., das abrupt endet und an den Ton erinnert, der erzeugt wird, wenn man über die Öffnung einer Flasche bläst. Er klingt ähnlich wie der Ruf der Rotachseltaube, ist jedoch etwas höher. 

## Verwechselungsmöglichkeiten
Es kommen mehrere andere Arten der Schallschwingentauben im Verbreitungsgebiet der Fahltaube vor, mit der sie verwechselt werden könnte. Die Weißstirntaube lebt in Regionen, die im Vergleich mit dem Lebensraum der Fahltaube trockener sind und einen schüttereren Baumbestand aufweisen. Die in Kolumbien und Ecuador vorkommende Unterart ist außerdem blasser als die Fahltaube und weist ein einheitlicheres Gefieder auf. 
Die Graukopftaube kann bei Feldbeobachtungen kaum von der Fahltaube unterschieden werden. Sie weist am Nacken und auf dem Mantel mehr Grauanteile auf als die Fahltaube und hat eine dunklere Brust, die Flanken sind intensiver isabellfarben.
Die Gelbbauchtaube ist kleiner als die Fahltaube und hat ein dunkleres Gefieder. die ist auf der Brust außerdem zimtfarben.

## Verbreitungsgebiet und Lebensraum
Das Verbreitungsgebiet der Fahltaube ist auf das kolumbianische Departamento del Chocó und Ecuador begrenzt. Im gesamten Verbreitungsgebiet wurden die natürlichen Wälder abgeholzt, um Plantagen anzulegen, dadurch sind die Tauben seltener geworden. Sie finden sich insbesondere im Westen Ecuadors nur noch in isoliert liegenden Waldgebieten. Auf Grund des sehr großen Verbreitungsgebietes wird die Taube jedoch von der IUCN als insgesamt ungefährdet eingestuft.
Der Lebensraum sind tropische Wälder von den Tiefebenen bis in Höhenlagen von 800 Metern. Sie ist nur sehr selten auf Agrarflächen zu finden.

## Lebensweise
Die Fahltaube ist ein Standvogel, die am Boden lebt und nur bei unmittelbarer Bedrohung auffliegt. Sie lebt paarweise oder einzeln und findet ihre Nahrung in der am Boden liebenden Laubschicht im Unterwachs von Wäldern oder am Waldrand. Das von ihr genutzte Nahrungsspektrum ist noch nicht abschließend untersucht. Sie frisst vermutlich aber Sämereien, kleine Früchte sowie tierisches Protein in Form von Insekten. Auch ihre Fortpflanzungsbiologie ist bislang nicht abschließend untersucht. Fahltauben, deren körperliche Verfassung auf Brutstimmung hinweisen, wurden jedoch gegen Ende Dezember gefunden. Ihre Stimmen sind außerdem im Zeitraum von November bis Januar häufiger zu hören, was darauf hinweist, dass ihre Fortpflanzungszeit in diesen Zeitraum fällt.

## Einzelbelege
1. 1 2  Leptotila pallida in der Roten Liste gefährdeter Arten der IUCN 2016.1. Eingestellt von: BirdLife International, 2016. Abgerufen am 19. Dezember 2016.
2. 1 2 3   Gibbs, Barnes und Cox: Pigeons and Doves, S. 366.
3. ↑   Ruf der Fahltaube auf Xeno-Canto, aufgerufen am 19. Dezember 2016